# Helmut Mörth
Helmut Mörth ist ein österreichischer Tischtennis-Nationalspieler aus den 1960er Jahren.

## Werdegang
Helmut Mörth war in Vereinen aus Graz aktiv, etwa bei UHK Graz und ASV Puch Graz. Von 1965 bis 1967 spielte er mit dem deutschen Klub Spvgg Rommelshausen in der Verbandsliga.
Bei den nationalen österreichischen Meisterschaften siegte er 1962 im Doppel mit Hans Plha und 1964 mit Josef Bauregger. 1965 wurde er mit Bauregger Zweiter.
1963 wurde er für die Weltmeisterschaft nominiert, 1964 vertrat er Österreich bei der Europameisterschaft. Dabei kam er nie in die Nähe von Medaillenrängen.